# John Mayall
John Brumwell Mayall OBE (Macclesfield, 29 de novembro de 1933 – 22 de julho de 2024) foi um cantor, compositor e multi-instrumentalista inglês que tocou blues.
Com uma carreira musical que atravessou mais de cinquenta anos, foi o fundador da banda John Mayall & the Bluesbreakers e influenciou muitos instrumentistas, como Eric Clapton, Jack Bruce, Peter Green, John McVie, Mick Fleetwood, Mick Taylor e Larry Taylor, entre outros.
Em abril de 2024, o Rock and Roll Hall of Fame anunciou o Mayall como um dos introduzidos à categoria "influência musical".

## Discografia
Álbuns de estúdio
- Blues Breakers with Eric Clapton (1966)
- A Hard Road (1967)
- Crusade (1967)
- The Blues Alone (1967)
- Bare Wires (1968)
- Blues from Laurel Canyon (1968)
- Empty Rooms (1970)
- USA Union (1970)
- Back to the Roots (1971)
- Memories (1971)
- Moving On (1972)
- Ten Years Are Gone (1973)
- The Latest Edition (1974)
- New Year, New Band, New Company (1975)
- Notice to Appear (1975)
- A Banquet in Blues (1976)
- A Hard Core Package (1977)
- Bottom Line (1979)
- No More Interviews (1980)
- Road Show Blues (1981)
- Return of the Bluesbreakers (1985)
- Chicago Line (1988)
- A Sense of Place (1990)
- Cross Country Blues (1992)
- Wake Up Call (1993)
- Spinning Coin (1995)
- Blues for the Lost Days (1997)
- Padlock on the Blues (1999)
- Along for the Ride (2001)
- Stories (2002)
- Road Dogs (2005)
- In the Palace of the King (2007)
- Tough (2009)
- A Special Life (2014)
- Find a Way to Care (2015)
- Talk About That (2016)
- Nobody Told Me (2019)
- The Sun Is Shining Down (2022)
- Live in France 1967–73 (2023)

## Morte
Mayall morreu em 22 de julho de 2024, aos noventa anos, na Califórnia.